# Alberto Souto
Alberto Augusto Simões Souto Ratola ComSE (Bonsucesso, Aradas, Aveiro, 23 de julho de 1888 — Aveiro, 23 de outubro de 1961), mais conhecido por Alberto Souto, foi um advogado, historiador, arqueólogo e político que, entre outras funções de relevo, foi deputado à Assembleia Nacional Constituinte de 1911, diretor do Museu de Aveiro e presidente da Câmara Municipal de Aveiro.
Na sua antiga quinta, funciona desde 2002, o Arquivo Distrital de Aveiro.

## Biografia
Nasceu no lugar do Bonsucesso, freguesia de Aradas, filho de Manuel Germano Simões Ratola e de Rufina Amália da Gama Souto.
Destinado a uma carreira como presbítero, matriculou-se no Seminário de Coimbra em 1898, aos dez anos de idade. Naquele estabelecimento de ensino teve como professores o bispo D. João Evangelista de Lima Vidal, Eugénio de Castro e Júlio Henriques. Com pendor precoce para a escrita, iniciou muito cedo a sua colaboração com a imprensa escrevendo artigos para os jornais A Vitalidade e Nauta.
Tendo decidido não seguir para o sacerdócio, em 1905 deixou o seminário e inscreveu-se no Liceu do Porto e depois no Liceu de Aveiro. Ingressou nos movimentos estudantis republicanos e neste último estabelecimento de ensino foi eleito presidente da academia. Tendo ao tempo apenas dezassete anos de idade, era já uma referência nessa área, tendo-se oposto firmemente ao governo ditatorial de João Franco, a dita ditadura franquista, que vigorou nos anos finais da Monarquia Constitucional Portuguesa.
No ano de 1906 proferiu a sua primeira conferência pública intitulada Paz, Pátria e Iberismo e iniciou um intenso trabalho de propaganda republicana. Apesar da sua juventude, em 1910, aquando da instauração da República, foi nomeado administrador do concelho de Estarreja.
Nesse mesmo ano foi iniciado na Maçonaria, na Loja Tenacidade de Águeda, sob o nome simbólico de Beaurepaire.
Em 1911, fundou o jornal A Liberdade, após ter pertencido ao núcleo de fundadores de O Democrata, e foi eleito membro da Comissão Distrital Republicana de Aveiro e deputado pelo círculo eleitoral de Aveiro à Assembleia Nacional Constituinte de 1911, sendo um dos deputados mais jovens presentes no hemiciclo. Em 1913 foi um dos organizadores do Congresso Republicano que se realizou nesse ano em Aveiro.
Exerceu as funções de deputado até 1915, pugnando sempre por causas aveirenses, entre as quais a regulamentação da pesca do bacalhau, a reforma do ensino técnico e as obras da barra de Aveiro.
Conclui em 1919 a licenciatura em direito na Universidade de Coimbra, tendo nesse ano participado ativamente na luta contra o levantamento monárquico que ficou conhecido pela Monarquia do Norte. No ano seguinte iniciou atividade como advogado na cidade de Aveiro.

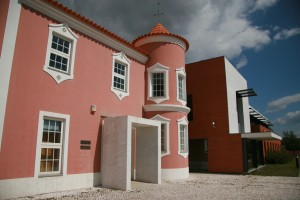
O edifício do Arquivo Distrital de Aveiro foi reconstruido a partir das ruínas da antiga quinta de Alberto Souto.

Em 1920 foi eleito presidente da Associação Comercial e Industrial de Aveiro, tendo fundado, com Máximo Júnior e Lívio Salgueiro, o Banco Regional de Aveiro com o objetivo fomentar a economia regional. Dirigiu o banco até 1928.
Em 1921 foi um dos organizadores do movimento que ficou conhecido por Aliança Regionalista visando a concretização das obras da barra de Aveiro. A Aliança, que juntava republicanos e monárquicos, permitiu a eleição para o Congresso da República de Jaime Duarte Silva e Francisco Manuel Homem Cristo.
Em 1921 foi também eleito presidente do Senado Municipal, tendo apoiado a candidatura de Lourenço Peixinho para o executivo camarário.
Apesar da intensa atividade política que manteve durante a década de 1920, ainda durante a Primeira República Portuguesa acabou por ficar desiludido com a política partidária, passando a dedicar mais tempo às suas outras áreas de interesse, nomeadamente a história, a arqueologia e a museologia. 
Em 1925 foi nomeado diretor do Museu de Aveiro, cargo que exerceria durante vários anos. Deu um grande incremento ao museu, criando a Secção de Arqueologia Pré-histórica e Proto-Histórica e coleções de geologia, biologia e fotografia. Amante do saber, dedicou-se à pesquisa arqueológica e ao estudo da geologia da região aveirense.
Em 1952 coordenou a elaboração do volume «Aveiro» da coletânea Arte Em Portugal e foi publicando ao longo dos anos múltiplos trabalhos na área da história e da arqueologia.
A sua desilusão com o funcionamento levou a que se afastasse da política ativa, aceitando as teses ordeiras do Estado Novo, o que levou a que em 1957 fosse nomeado presidente da Câmara Municipal de Aveiro por indicação do governador civil Francisco Vale Guimarães. Exerceu o mandato até à sua exoneração em 12 de junho de 1961, tendo falecido em 23 de outubro do mesmo ano.
Alberto Souto é recordado na toponímia da cidade de Aveiro e no Colégio Alberto Souto, entretanto extinto. O  Arquivo Distrital, situa-se na antiga "Quinta do Forte" onde viveu.

## Honrarias

### Condecorações
- Ordem Militar de Sant'Iago da Espada, Comendador (ComSE), 22 de Julho de 1933.[7]

### Toponímia
- Rua Dr. Alberto Souto — Glória e Vera-Cruz, Aveiro;[8]
- Rua Dr. Alberto Souto — Aradas, Aveiro.[9]